# Psaume 143 (142)
Le psaume 143 (142 selon la numérotation grecque) est attribué au roi David.
Il fait partie des sept psaumes pénitentiels. Il est appelé en latin Domine exaudi, selon les premiers mots du psaume.

## Texte
| verset | original hébreu                                                            | traduction française de Louis Segond | Vulgate latine |
| ------ | -------------------------------------------------------------------------- | --- | --- |
| 1      | מִזְמוֹר, לְדָוִד:יְהוָה, שְׁמַע תְּפִלָּתִי-- הַאֲזִינָה אֶל-תַּחֲנוּנַי;בֶּאֱמֻנָתְךָ עֲנֵנִי, בְּצִדְקָתֶךָ         | [Psaume de David.] Éternel, écoute ma prière, prête l’oreille à mes supplications ! Exauce-moi dans ta fidélité, dans ta justice !              | [Psalmus David] quando filius eum persequebatur Domine exaudi orationem meam auribus percipe obsecrationem meam in veritate tua exaudi me in tua iustitia |
| 2      | וְאַל-תָּבוֹא בְמִשְׁפָּט, אֶת-עַבְדֶּךָ:כִּי לֹא-יִצְדַּק לְפָנֶיךָ כָל-חָי                             | N’entre pas en jugement avec ton serviteur ! Car aucun vivant n’est juste devant toi.                                                           | Et non intres in iudicio cum servo tuo quia non iustificabitur in conspectu tuo omnis vivens                                                              |
| 3      | כִּי רָדַף אוֹיֵב, נַפְשִׁי-- דִּכָּא לָאָרֶץ, חַיָּתִי;הוֹשִׁבַנִי בְמַחֲשַׁכִּים, כְּמֵתֵי עוֹלָם               | L’ennemi poursuit mon âme, il foule à terre ma vie ; il me fait habiter dans les ténèbres, comme ceux qui sont morts depuis longtemps.          | Quia persecutus est inimicus animam meam humiliavit in terra vitam meam conlocavit me in obscuris sicut mortuos saeculi                                   |
| 4      | וַתִּתְעַטֵּף עָלַי רוּחִי; בְּתוֹכִי, יִשְׁתּוֹמֵם לִבִּי                                         | Mon esprit est abattu au dedans de moi, mon cœur est troublé dans mon sein.                                                                     | Et anxiatus est super me spiritus meus in me turbatum est cor meum                                                                                        |
| 5      | זָכַרְתִּי יָמִים, מִקֶּדֶם-- הָגִיתִי בְכָל-פָּעֳלֶךָ;בְּמַעֲשֵׂה יָדֶיךָ אֲשׂוֹחֵחַ                         | Je me souviens des jours d’autrefois, je médite sur toutes tes œuvres, je réfléchis sur l’ouvrage de tes mains.                                 | Memor fui dierum antiquorum meditatus sum in omnibus operibus tuis in factis manuum tuarum meditabar                                                      |
| 6      | פֵּרַשְׂתִּי יָדַי אֵלֶיךָ; נַפְשִׁי, כְּאֶרֶץ-עֲיֵפָה לְךָ סֶלָה                                     | J’étends mes mains vers toi ; mon âme soupire après toi, comme une terre desséchée. [Pause]                                                     | Expandi manus meas ad te anima mea sicut terra sine aqua tibi [diapsalma]                                                                                 |
| 7      | מַהֵר עֲנֵנִי, יְהוָה-- כָּלְתָה רוּחִי:אַל-תַּסְתֵּר פָּנֶיךָ מִמֶּנִּי; וְנִמְשַׁלְתִּי, עִם-יֹרְדֵי בוֹר         | Hâte-toi de m’exaucer, ô Éternel ! Mon esprit se consume. Ne me cache pas ta face ! Je serais semblable à ceux qui descendent dans la fosse.    | Velociter exaudi me Domine defecit spiritus meus non avertas faciem tuam a me et similis ero descendentibus in lacum                                      |
| 8      | הַשְׁמִיעֵנִי בַבֹּקֶר, חַסְדֶּךָ-- כִּי-בְךָ בָטָחְתִּי:הוֹדִיעֵנִי, דֶּרֶךְ-זוּ אֵלֵךְ-- כִּי-אֵלֶיךָ, נָשָׂאתִי נַפְשִׁי | Fais-moi dès le matin entendre ta bonté ! Car je me confie en toi. Fais-moi connaître le chemin où je dois marcher ! Car j’élève à toi mon âme. | Auditam mihi fac mane misericordiam tuam quia in te speravi notam fac mihi viam in qua ambulem quia ad te levavi animam meam                              |
| 9      | הַצִּילֵנִי מֵאֹיְבַי יְהוָה-- אֵלֶיךָ כִסִּתִי                                              | Délivre-moi de mes ennemis, ô Éternel ! Auprès de toi je cherche un refuge.                                                                     | Eripe me de inimicis meis Domine ad te confugi |
| 10     | לַמְּדֵנִי, לַעֲשׂוֹת רְצוֹנֶךָ-- כִּי-אַתָּה אֱלוֹהָי:רוּחֲךָ טוֹבָה; תַּנְחֵנִי, בְּאֶרֶץ מִישׁוֹר             | Enseigne-moi à faire ta volonté ! Car tu es mon Dieu. Que ton bon esprit me conduise sur la voie droite !                                       | Doce me facere voluntatem tuam quia Deus meus es tu spiritus tuus bonus deducet me in terra recta                                                         |
| 11     | לְמַעַן-שִׁמְךָ יְהוָה תְּחַיֵּנִי; בְּצִדְקָתְךָ, תּוֹצִיא מִצָּרָה נַפְשִׁי                               | À cause de ton nom, Éternel, rends-moi la vie ! Dans ta justice, retire mon âme de la détresse !                                                | Propter nomen tuum Domine vivificabis me in aequitate tua educes de tribulatione animam meam                                                              |
| 12     | וּבְחַסְדְּךָ, תַּצְמִית אֹיְבָי: וְהַאֲבַדְתָּ, כָּל-צֹרְרֵי נַפְשִׁי--כִּי, אֲנִי עַבְדֶּךָ                     | Dans ta bonté, anéantis mes ennemis, et fais périr tous les oppresseurs de mon âme ! Car je suis ton serviteur.                                 | Et in misericordia tua disperdes inimicos meos et perdes omnes qui tribulant animam meam quoniam ego servus tuus sum                                      |

## Le thème du psaume

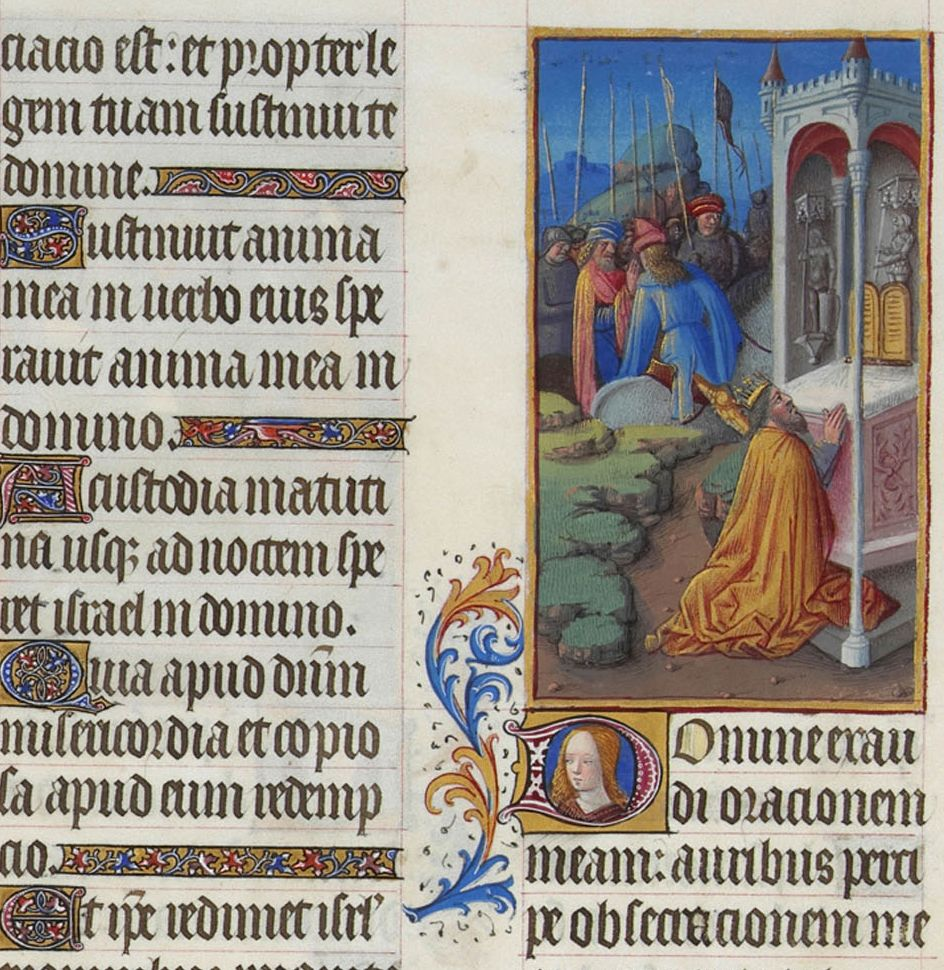
Le début du psaume 143, Humble supplication, dans Les Très Riches Heures du duc de Berry, illustrée d'une miniature représentant David agenouillé devant un autel. Musée Condé à Chantilly, ms.65, f.70v.

Ce psaume est une prière de demande. Le cri du psalmiste s'articule en quatre temps : le psalmiste est désolé, et ne vaut pas mieux qu'un autre ; il est dans une impasse ; mais il voit que l'Éternel a sauvé d'autres hommes ; donc il met sa confiance en l'Éternel. Le psaume évoque le problème d'une prière de demande venant du pécheur, de celui que l'ennemi persécute. La base solide qui aide le psalmiste à espérer en l'Éternel, c'est sa réminiscence du passé, aux verset 5 : il voit l'action de l'Éternel dans sa vie. Un autre élément entre en jeu : être ajusté à la volonté de l'Éternel, comme le psalmiste le demande au verset 10. Le verset 8 va dans le même sens. À la loyauté de l'Éternel doit correspondre une piété inébranlable du psalmiste, afin que sa prière soit exaucée.

## Utilisation liturgique

### Dans la liturgie juive
Le verset 2 du psaume 143 fait partie de la prière centrale de la liturgie juive, Amida, pendant la fête de Rosh Hashanah.

### Dans la liturgie chrétienne

#### Chez les catholiques
Dans la tradition, ce psaume était sélectionné par saint Benoît de Nursie dès vers 530. Selon sa règle de saint Benoît, il faut que le psaume 142 (143) soit chanté à la suite du psaume 51 (50) lors de l'office aux laudes du samedi (chapitre XIII). De nos jours, un certain nombre de monastères conservent encore cette tradition. 
Le psaume 143 est actuellement prié le quatrième jeudi à laudes dans la liturgie des Heures, ainsi que chaque mardi soir aux complies.